# Canarana tuberculicollis
Canarana tuberculicollis är en skalbaggsart som först beskrevs av Guérin-Méneville 1855.  Canarana tuberculicollis ingår i släktet Canarana och familjen långhorningar. Inga underarter finns listade.